# Massy (Essonne)
Massy es una localidad y comuna francesa, situada en el departamento de Essonne en la región de Isla de Francia.
La ciudad de Massy se ha desarrollado en muy poco tiempo. Con 6000 habitantes en los años 1950, supera los 37.000 habitantes en 1968. Desde esa fecha, su población, después de haber superado los 40.000 habitantes, se ha estabilizado.

## Personajes célebres
- Nicolas Appert (1749-1841), inventor.
- Anthony Martial (n. 1995), futbolista.

## Ciudades hermanadas
- Ascoli Piceno,  Italia, desde febrero de 1998.

## Demografía
| 1 056 | 969 | 1 060 | 1 052 | 1 081 | 1 111 | 1 074 | 1 976 | 1 121 | 1 174 | 1 230 | 1 144 | 1 179 | 1 210 | 1 246 | 1 266 | 1 337 | 1 364 | 1 455 | 1 745 | 2 566 | 3 540 | 4 589 | 4 480 | 6 198 | 6 380 | 19 137 | 37 055 | 41 344 | 40 135 | 38 574 | 37 712 | 40 386 |
| Para los censos de 1962 a 1999 la población legal corresponde a la población sin duplicidades (Fuente: INSEE [Consultar]) |     |       |       |       |       |       |       |       |       |       |       |       |       |       |       |       |       |       |       |       |       |       |       |       |       |        |        |        |        |        |        |        |